# Robert Desbrosses
Robert Desbrosses   (Bonn, 1719 - 18 de gener de 1799) fou un actor i compositor francès.
A l'edat de vint-i-quatre anys entrà en la Comedie italiana i va compondre la música de diversos dels balls que es representaren en aquest teatre, entre els que hi figuren els titulats Les amusements champêtres (1749), L'amour piqué par une abeille et quéri par un baiser de Venus (1753), Venus et Adonis (1759).
A més, va escriure, les òperes còmiques, Les soeurs rivales (1762), Les deux cosines (1763), i Le Bon Seigneur (1763), la música de totes les obres de Des Brosses, deixà molt a desitjar en tots els aspectes.